# Evita Perón nella cultura di massa
La figura di Evita Perón (7 maggio 1919 – 26 luglio 1952), first Lady dell'Argentina, ha goduto di una notevole visibilità nei prodotti della cultura di massa, sia in patria, sia all'estero, fin dal suo debutto come attrice. Il seguente elenco contiene numerosi film e romanzi sulla sua vita.

## Libri e opere teatrali
| Data | Titolo                                            | Autore                                       | Attrice che interpreta Evita | Note |
| ---- | ------------------------------------------------- | -------------------------------------------- | ---------------------------- | --- |
| 1952 | The Woman with the Whip                           | Mary Main                                    |                              | Un libro fortemente anti-peronista che raffigura Evita non solo come una manipolatrice, ma anche come una donna promiscua, che si serviva degli uomini per ottenere il potere, un'affermazione che non è mai stata provata. Inoltre, Main critica l'amore di Evita per i gioielli e sottace quello che ha fatto per il popolo argentino.                                                |
| 1970 | Evita, vida y obra de Eva Perón                   | Héctor Germán Oesterheld and Alberto Breccia |                              | Comic book biografico di Evita Perón, narrato dal punto di vista Peronista. Non si tratta di un fumetto convenzionale, in quanto mancano i classici speech balloon. Si tratta invece di una biografia scritta da Oesterheld con le relative interpretazioni di Breccia. Non è mai stato pubblicato a causa della censura politica che colpì l'Argentina al momento della sua creazione. |
| 1973 | Mi hermana Evita (Evita, My Sister)               | Erminda Duarte                               |                              | La sorella maggiore di Evita racconta i fatti politici e umani della sua vita. |
| 1978 | Evita                                             | Tim Rice e Andrew Lloyd Webber               |                              | Musical britannico. Lo spettacolo è stato replicato più volte nel mondo fino al 2013. |
| 1986 | Eva                                               | Pedro Orgambide                              | Nacha Guevara                | Musical argentino fatto in risposta a quello di Webber e Rice. Lo spettacolo è stato replicato fino al 2008. |
| 1995 | Santa Evita                                       | Tomás Eloy Martínez                          |                              | |
| 2007 | Evita, Evita en Fotos                             | Felipe Pigna                                 |                              | |
| 2007 | Farklı Rüyalar Sokağı (Street of Assorted Dreams) | Nazlı Eray                                   |                              | |
| 2009 | The Big Wake-Up                                   | Mark Coggins                                 |                              | |
| 2012 | EVITA, Jirones de su vida                         | Felipe Pigna                                 |                              | |

## Film
| Anno | Film                                                                | Attrice                              | Note                    |
| ---- | ------------------------------------------------------------------- | ------------------------------------ | ----------------------- |
| 1981 | Evita Peron (Evita Peron)                                           | Faye Dunaway Allison Smith (giovane) | Miniserie TV            |
| 1983 | Evita, quien quiera oír que oiga                                    | Flavia Palmiero                      |                         |
| 1985 | Lyrics by Tim Rice                                                  | Elaine Paige                         | Uscito in home video    |
| 1996 | Evita (Evita)                                                       | Madonna                              | Musical cinematografico |
| 1996 | La vera storia di Eva Perón (Eva Perón)                             | Esther Goris                         |                         |
| 2004 | Padre Coraje (Padre Coraje)                                         | Ximena Fassi                         | Serie TV                |
| 2004 | Ay Juancito                                                         | Laura Novoa                          |                         |
| 2010 | "De crisis", episodio della miniserie Bernhard, Schavuit van Oranje | Paloma Aguilera Valdebenito          | Miniserie TV            |
| 2010 | Lo que el tiempo nos dejó                                           | Laura Novoa                          |                         |
| 2011 | Juan y Eva                                                          | Julieta Díaz                         |                         |
| 2011 | Eva de la argentina                                                 | N.D.                                 | Film d'animazione       |
| 2012 | Carta a Eva                                                         | Julieta Cardinali                    | Miniserie TV            |
| 2022 | Santa Evita                                                         | Natalia Oreiro                       | Miniserie TV            |